# Propanal
El propanal, aldehído propiónico o propaldehído, es compuesto formado por un radical alquilo (propil o propilo), que lleva consigo un grupo carbonilo, pero lo que lo diferencia de las cetonas es que este es exclusivamente terminal. 
El propanal consta de tres carbonos y un grupo aldehído (CHO). El carbono del aldehído está unido al oxígeno por un doble enlace. Está también unido a un hidrógeno. Esta función orgánica, no puede formar puentes de hidrógeno, debido a que su oxígeno no está directamente enlazado con ninguno de los dos otros elementos necesarios para formar puentes; flúor e hidrógeno. Es por esto que su punto de ebullición no es tan alto como los compuestos que sí forman puentes de hidrógeno.
Los aldehídos, son además una oxidación de un alcohol primario, que en este caso sería el 1-propanol.

## Riesgos
- Peligros físicos:

El vapor es más denso que el aire y puede extenderse a ras del suelo; posible ignición en punto distante. 
- Peligros químicos:

La sustancia puede formar peróxidos explosivos. La sustancia puede polimerizarse bajo la influencia de ácidos, bases, aminas y oxidantes con peligro de incendio o explosión. La sustancia se descompone al arder, produciendo gases tóxicos y humos irritantes.